# Quentalia orizava
Quentalia orizava is een vlinder uit de familie van de echte spinners (Bombycidae). De wetenschappelijke naam van de soort is voor het eerst geldig gepubliceerd in 1900 door William Schaus.